# Amos (profet)
Amos är en av profeterna i judendomens Neviim ("profeterna") och kristendomens Gamla Testamente. Inom kristendomen benämns han som en av de "mindre" profeterna. Han härstammade från Tekoa, en liten stad sydöst om Jerusalem.
Amos betyder bördornas bärare. Han profeterade under cirka under åren 785-745 f.Kr. Amos har betraktats som de fattigas försvarare gentemot de rika.
Amos profetior kan man läsa i den bok som bär hans namn i Gamla Testamentet i Bibeln vars inledningsord om Amos lyder
| ”                      | Detta är Amos ord. Han var en av herdarna från Tekoa och såg syner om Israel när Ussia regerade i Juda och Jerobeam, Joashs son, regerade i Israel, två år före jordbävningen. | „ |
| – Am 1:1 (Bibeln 2000) | |   |

I texten framgår det att Amos var en herde. Ordet för ”herde” går även att översätta (att) ”hålla boskap” och antyder att Amos inte var en vanlig herde, utan troligen tog hand om större skaror med djur. Staden Tekoa låg knappt två mil söder om Jerusalem.
Kung Jerobeam och Ussia regerade i början av 700-talet före Kristus, mer exakt från ca 787 till 744 resp. 747. Jordbävningen är svår att datera, även om det finns både skriftligt och arkeologiska belägg för att en sådan har inträffat. Den exakta tiden för Amos verksamhet är osäker. En gissning är att han var verksam mellan 765 och 750 f.Kr.
Det verkar dessutom som om Amos hade något av en brottningskamp med sin kallelse till att vara profet. Han säger att han blev ”tagen” ifrån sin hjord för att bli profet. (7:15) Texten antyder dessutom att Amos greps av skräck när han hörde Gud tala och inte kunde värja sig från att bli profet därefter. (3:8)

## Budskap
Budskapet i Amos bok består för det mesta av domsord mot Israel och dess kringliggande nationer. Anledningen bakom domen är folkets synder:
- Mord och obarmhärtighet (1:11ff)
- En ihålig religiositet och avguderi (Am 5:2ff.)
- De rikas ignorans och utsugning av folket (Am 6:3 ff, 8:4ff)

Ett centralt tema i Amos, liksom i de övriga profeterna i tolvprofetsboken är ”Herrens dag”, den dag då straffet ska utdelas. Om dagen sägs det följande:
Vad får ni för glädje av Herrens dag?
Den är mörker, inte ljus -
som när någon flyr för ett lejon
och möter en björn,
kommer hem, tar stöd mot väggen
och blir biten av en orm.
Am 5:18 (Bibel 2000)
Alltså: Folket verkar tro att en dag – ”Herrens dag”, ska Gud rädda dem. Amos menar å andra sidan tvärt om: Herrens dag kommer att bli så mycket värre än vad ni tror, frågan är till och med om det kan bli värre?
En välkänd uppmaning från Amos till folket finns i Amos 5:24:
| ” | ..låt rätten välla fram som vatten och rättfärdigheten som en outsinlig ström! | „ |